# Economía de Pakistán
La economía de Pakistán corresponde a la de un país en vías de desarrollo. Con una población de más de 220 millones de personas (la quinta más grande del mundo), el PIB nominal de Pakistán asciende a 347 000 millones de USD con un PBI nominal per cápita de 1255 USD (181 a nivel mundial); su PIB se basa en la PPA asciende a 1,4 billones de dólares EE.UU, con un PBI (PPA) per cápita de 5.973 dólares (174º a nivel mundial). Pakistán posee una economía semi-industrial. Los principales productos de exportación incluyen textiles, artículos de cuero, equipos deportivos, productos químicos y alfombras/tapetes.

## Historia de la economía
Durante los años 2001 y 2007 el nivel de pobreza disminuyó un 10%, con ayuda del gasto público. Entre los años 2004 y 2007 el PIB  creció entre 5 y 8% al año con la expansión del sector industrial, a pesar de la frecuente falta de energía, pero entre los años 2008 y 2009 el crecimiento disminuyó y el desempleo sufrió alza.
La inflación sigue siendo la principal preocupación, con alza de 7,7% el 2007 hasta el 13% el 2010. Además, la rupia pakistaní tiene se devaluado desde el 2007 como resultado de inestabilidad política y económica.
Para el 2019, las trabajadoras del hogar a menudo son objeto de violencia física y sexual por parte de sus empleadores, pero tienen pocos recursos legales contra sus empleadores debido a una legislación inadecuada.

## Comercio exterior
En 2020, el país fue el 67o exportador más grande del mundo (US $ 23.8 mil millones, 0.1% del total mundial). En términos de importaciones, en 2019, fue el 50.º mayor importador del mundo: 50,1 mil millones de dólares.

## Sector primario

### Agricultura
Pakistán produjo en 2018:
- 67,1 millones de toneladas de caña de azúcar (quinto productor mundial);
- 25,0 millones de toneladas de trigo (séptimo productor mundial);
- 10,8 millones de toneladas de arroz (décimo productor mundial);
- 6,3 millones de toneladas de maíz (vigésimo mayor productor del mundo);
- 4,8 millones de toneladas de algodón (quinto productor mundial);
- 4,6 millones de toneladas de patata (18º productor mundial);
- 2,3 millones de toneladas de mango (incluido mangostán y guayaba) (quinto productor mundial);
- 2,1 millones de toneladas de cebolla (sexto productor mundial);
- 1,6 millones de toneladas de naranja (el duodécimo productor mundial);
- 593 mil toneladas de mandarina;
- 550 mil toneladas de tomates;
- 545 mil toneladas de manzana;
- 540 mil toneladas de sandía;
- 501 mil toneladas de zanahoria;
- 471 mil toneladas de dátil (sexto productor mundial);

Además de producciones más pequeñas de otros productos agrícolas.

### Ganadería
En 2019, Pakistán produjo 20,6 mil millones de litros de leche de vaca (uno de los 10 mayores productores del mundo), 940 millones de litros de  leche de cabra (cuarto productor más grande del mundo), 1,5 millones toneladas de carne de pollo (uno de los 20 mayores productores del mundo), 1,1 millones de toneladas de carne de res, entre otros. El país es el noveno productor mundial de lana.

## Sector secundario

### Industria
El Banco Mundial enumera los principales países productores cada año, según el valor total de la producción. Según la lista de 2019, Pakistán tenía la 47a industria más valiosa del mundo ($ 34.6 mil millones).
En 2019, Pakistán fue el 35º productor mundial de  vehículos en el mundo (186.000) y el 39.º productor mundial de acero (3,3 millones de toneladas).

### Minería
En 2019, el país fue el noveno productor mundial de grafito; el decimoctavo productor mundial de yeso; además de ser el 19º productor mundial de  sal. Fue el decimocuarto productor mundial de uranio en 2018. El país también es uno de los mayores productores mundiales de topacio, turmalina, esmeralda, rubí, peridoto y espinela. 

### Energía
En energías no renovables, en 2020, el país fue el 43.er productor mundial de petróleo, extrayendo 79.100 barriles / día. En 2019, el país consumió 447 mil barriles / día (35 ° consumidor más grande del mundo). El país fue el 25º mayor importador de petróleo del mundo en 2013 (372,8 mil barriles / día). En 2015, Pakistán fue el 23.er productor mundial de gas natural, 39,3 mil millones de m³ al año. En 2017, el país fue el 24o mayor consumidor de gas (40,7 mil millones de m³ por año). En la producción de carbón, el país fue el 33 ° más grande del mundo en 2018: 4.0 millones de toneladas. En 2019, Pakistán también tenía 5  plantas atómicas en su territorio, con una capacidad instalada de 1,3 GW.
En energías renovables, en 2020, Pakistán fue el 36º productor mundial de energía eólica del mundo, con 1,2 GW de potencia instalada, y el 43.er productor mundial de energía solar, con 0,7 GW de potencia instalada.

## Sector terciario

### Turismo
Pakistán tiene muy poco turismo. En 2010, Pakistán recibió 0,9 millones de turistas internacionales. Los ingresos por turismo en 2018 fueron de $ 0.39 mil millones.